# Vitória Strada
Vitória Longaray Strada (Porto Alegre, 12 de octubre de 1996) es una actriz brasileña.

## Biografía
Es modelo desde los 12 años.  En 2015 comenzó a hacer teatro en la Universidad Federal de Río Grande del Sur e hizo la película Real Beleza, donde interpretaba a María.
En la telenovela Tiempo de Amar, producción ambientada en la década de 1920 interpreta a la hija de José Augusto (Tony Ramos), el dueño de la famosa Quinta da Carrasqueira.

## Filmografía

### Televisión
| Año  | Título              | Personaje                           |
| ---- | ------------------- | ----------------------------------- |
| 2017 | Werner e os Mortos  | Tayla Ayala                         |
| 2017 | Tempo de Amar       | Maria Vitória Torres Correia Guedes |
| 2018 | Espelho da Vida     | Cristina Valência / Júlia Castelo   |
| 2020 | Salve-se Quem Puder | Kyra Romantini                      |

### Cinema
| Año  | Título      | Personaje |
| ---- | ----------- | --------- |
| 2015 | Real Beleza | Maria     |